# Groupe Bel
El Grup Bel, en francès: Groupe Bel, en anglès: Bel Group és una companyia multinacional de producció de formatges amb seu a França (districte 8è de París).
Fabrica i distribueix formatge processat i semiprocessat, freqüentment embalat en porcons individuals.
La companyia “Établissements Jules Bel” es va fundar l'any 1865 a Orgelet al Departament del Jura.
“La vaca que riu”, “Babybel”, “Kiri”, “Leerdammer”, “Formatge Boursin” són les 5 marques registrades principals del Grup Bel i es distribueixen als cinc continents. l'any 2011, el Bel Group estava establert a 31 països i les vendes es feien a uns 120 països.

## Història
- 1865: Creació d'“Établissements Jules Bel” a Orgelet.
- 1921: Registre de la marca “The laughing Cow”/La Vache qui rit/La vaca que riu.
- 1929: Bel crea la seva primera filial a UK.
- 1933: Creació de filial a Bèlgica.
- 1947: Llançament de “Bonbel”.
- 1950: Adquisició de “Port Salut” creada el 1816.
- 1952: Llançament de “Babybel”.
- 1959: Crea filial a Alemanya.
- 1960: Llançament de “La vache qui rit” en cubs. (que seria Apéricube el 1976).
- 1965: Crea la filial a Espanya, Bel España.
- 1966: Llançament de “Kiri”.
- 1967: Crea filial Bel Nederland .
- 1968: Les Fromageries Picon s'uneix al Groupe.
- 1970: Crea filial a USA.
- 1972: Adquireix la companyia Samos. Llançament de Sylphide.
- 1973: Adquireix Crowson de UK, Bel UK i crea una filial a Suïssa, Bel Suisse (Bel Switzerland).
- 1974: Crea filial aMarroc, SIALIM.
- 1976: Integra “Société anonyme des fermiers réunis"(SAFR) dins Bel Group.
- 1977: Adquireix Bel Cademartori. Llançament de Mini Babybel.
- 1978: Adquireix a Suècia, Bel Sverige (Bel Sweden).
- 1989: Adquireix la companyia Adler d'Alemanya, Bel Adler (Edelcreme).
- 1990: Llançament de “Mini Bonbel”.
- 1991: Adquireix Maredsous de Bèlgica.
- 1994: Adquireix Cademartori, Bel Cademartori el 2001 i Queserías Ibéricas d'Espanya.
- 1995: Llançament de “Pik & Croq’”. Crea “Pick and Mix” llança “6 au Choix”.
- 1996: Adquireix Lacto Ibérica de Portugal (Limiano, Terra Nostra) i Kaukauna dee USA, Bel Kaukauna.
- 1998: Crea filial a Egipte (Bel Egypt) i adquireix Middle East Food Industry, Bel Egypt Food Company. Adquireix Kraft Chorzele a Polònia, Bel Polska (Bel Poland). Llança “Mini Babybel” groc a Maasdam.
- 2000: Adquireix Zeletavska Syrarna (Zeletava, Apetitto) i Zempmilk (Karicka).
- 2001: Crea filial a Algèria (Bel Algeria).
- 2002: Adquireix Merkts and Owl's Nest per Bel Kaukauna a USA. Adquireix Syrokrem a Eslovàquia.crea filials a Grèciae (Bel Hellas Cheese Company) i Tunísia (Bel Tunisia). Acaba la producció de formatge tou SAFR. Adquireix Dutch Leerdammer Group i les seves filials.
- 2003: Acaba les activitats de Manchego de Queserías Ibéricas.
- 2005: Acaba les activitats de Cademartori brand. Crea filial a Síria (Bel Syria).
- 2000: Adquireix Fromagerie Boursin de Unilever.
- 2009: Canvi de logo.

## Marques del Grup Bel
- Adler-Edelcrème
- Apéricube (PartyCubes, Belcube, Cheese&Fun) (1960)
- BabyBel (1952)
- Bonbel (1947)
- Boursin (2007)
- Cantadou
- Cousteron
- Karička
- Karper (2006)
- Kaukauna
- Kiri (1966)
- Leerdammer (2002)
- Limiano
- Maredsous
- Merkts
- Picon
- Port Salut
- Price's
- Régal Picon
- Smetanito / Želatava
- Sylphide
- Syrokrém
- Terra Nostra
- Toastinette
- The Laughing Cow (1921)
- Le Véritable Port Salut (1950)
- Wispride

## Bel's corporate foundation
La Bel's Corporate Foundation es va crear el maig de 2008 pel Bel group i Unibel. Aquesta fundació es va crear per promoure una dieta equilibrada i conservar el medi ambient.